# Piliocolobus pennantii
Colobe bai de Zanzibar, Colobe bai de Pennant
Espèce
Synonymes
- Procolobus pennantii (Waterhouse, 1838)

Statut de conservation UICN

 CR A2cd : 
En danger critique
Statut CITES
Piliocolobus pennantii (syn. Procolobus pennantii) est une espèce en danger critique d'extinction qui fait partie des Primates. C’est un colobe, un singe de la famille des Cercopithecidae, appelé en français  Colobe bai de Zanzibar ou Colobe bai de Pennant. La classification de cette espèce est encore discutée.

## Liste des sous-espèces
Selon la troisième édition de Mammal Species of the World de 2005 :
- Piliocolobus pennantii pennantii (Waterhouse, 1838)  -  En danger
- Piliocolobus pennantii bouvieri (Rochebrune, 1887) -  En danger critique
- Piliocolobus pennantii epieni Grubb & Powell, 1999  -  En danger critique

## Menaces et conservation
La sous-espèce Piliocolobus pennantii pennantii a été incluse dans la liste des 25 espèces de primates les plus menacées au monde en 2004, 2006, 2010 et 2012.